# Svarta fanor
Svarta fanor är en roman av August Strindberg, utgiven 1907 men skriven tre år tidigare. 
Boken är en satir över det samtida Sveriges radikala författare, som kallade sig själva Det unga Sverige, och en av den svenska litteraturens mest kända och beryktade nyckelromaner.
Den kan betraktas som tredje delen i en trilogi som inleds med Röda rummet (1874) och fortsätter med Götiska rummen (1904).
Romanens titel anspelar på de svarta fanor som ateisterna brukade gå under.

## Personer
Till sitt persongalleri använde Strindberg följande modeller, men man bör komma ihåg att de är fiktion och således ingen verklighetsbeskrivning. 
- Zachris och Jenny: författaren Gustaf af Geijerstam och hans hustru Nennie.
- Hanna Paj: författarinnan och pedagogen Ellen Key.[3]
- Falkenström: Strindberg själv.
- Professor Stenkåhl: Karl Warburg, professor i estetik med litteratur- och konsthistoria.
- Greve Max:  den unge juristen, friherre Georg Stjernstedt.
- Bokhandlare Kilo: bokförläggare Ernst Gernandt.
- Redaktör Lönnroth/Lögnroth: redaktör Vult von Steijern, Dagens Nyheter.
- Smartman: utgör en kombination av journalisten Pehr Staaff och redaktionssekreterare Fritz Kjerrman på Dagens Nyheter.
- Thilda K.: författaren Anne Charlotte Leffler och hennes make:
- Revisor K.: vice häradshövding Gustaf Edgren.
- Doktor Borg: en fiktiv person som Strindberg använt som sitt språkrör även i tidigare romaner.
- Aspasia: den norska författaren Dagny Juel.
- Popoffski: den polske författaren Stanislaw Przybyszewski.
- Mister Anjala: troligen den finlandssvenske författaren Jac. Ahrenberg.
- Nyrax: troligen målaren Carl Larsson.